# ゲットスター
『ゲットスター』（GET STAR）は、東亜プランが開発しタイトーより1986年に販売されたアーケード用横スクロールアクションゲーム。日本国外におけるタイトルは『GUARDIAN』（ガーディアン）。
東亜プランのタイトルでは珍しい横スクロール型のアクションゲーム。
物語は、地球から送り込まれた主人公のロボット「ゲットスター」が、5つの星を支配する「ビックデモール」一味との戦いを描いている。

## ルール
8方向レバーと2（パンチ、キック）ボタンで主人公のロボット「ゲットスター」を操作する。ステージは、夜の惑星、氷の惑星、森の惑星、砂の惑星、未来の惑星、敵基地の全6ステージで構成され、各ステージの最後には巨大なボスが存在する。各ボスは独特の弱点があり、それを見抜くことが攻略のポイントである。
ステージ内には一定数集めることでパンチ力を強化する「レッドバルーン」をはじめとする、主人公にとって有利なアイテムも落ちている。
1匹10,000点という高得点のキャラクターも隠されている。

## 開発
当初の題名および主人公の名前は「レドラム」（REDRUM）だったが、タイトーに買い取られた際に「ゲットスター」へ変更された。主人公の胸部にあしらわれた「R」の文字は、「レドラム」だったころの名残である。

## 移植
| No. | タイトル                 | 発売日                       | 対応機種                      | 開発元   | 発売元   | メディア                                | 型式 | 売上本数 | 備考                                       |
| --- | ------------------------ | ---------------------------- | ----------------------------- | -------- | -------- | --------------------------------------- | ---- | -------- | ------------------------------------------ |
| 1   | 究極タイガーヘリ         | 2021年10月28日 2024年5月16日 | PlayStation 4 Nintendo Switch | エムツー | エムツー | ダウンロード                            | -    | -        | -                                          |
| 2   | Amusement Arcade TOAPLAN | INT 2024年11月16日           | iOS Android                   | TATSUJIN | TATSUJIN | ダウンロード （App Store、Google Play） | -    | -        | 東亜プラン制作のゲーム25本をカップリング。 |

家庭用への移植は長らく行われていなかったが、2021年7月15日にM2ショットトリガーズの『究極タイガーヘリ』（PlayStation 4、Nintendo Switch）に海外版と共に収録されることが発表され、同年10月28日に発売された。コピーライト表記は東亜プラン（TOAPLAN）のみとなっている。単体での販売はなく、パッケージ版の購入か究極タイガーヘリCS+ゲットスターDLCをダウンロード購入することでプレイが可能。

## 評価
『アーケード未発売・未稼働ゲーム大全』の著者・ぜくうは、状況に応じてアイテムを使い分けるというシステムがいかにも東亜プランらしいとしている。

## 他作品への影響
「スピーディーに相手の攻撃の間合いを読む」というゲーム性は、カプコンの対戦型格闘ゲーム『ストリートファイターII』に影響を与えた。